# Старолішнянська сільська рада
| Старолішнянська сільська рада — колишня адміністративно-територіальна одиниця та орган місцевого самоврядування у Іваничівському районі Волинської області з адміністративним центром у селі Стара Лішня. Припинила існування 4 серпня 2017 року через рішення ради про об'єднання з Поромівською сільською громадою Волинської області. Натомість утворено Старолішнянський старостинський округ при Поромівській сільській громаді. Сільській раді підпорядковувались населені пункти: - с. Стара Лішня - с. Будятичі - с. Космівка - с. Нова Лішня - с. Осмиловичі |

## Склад ради
Сільська рада складалась з 16 депутатів та голови. Склад ради: 10 депутатів (62.5 %) — самовисуванці та ще по троє депутатів (по 18,75 %) — від ВО Батьківщина та ВО Свобода. 

## Керівний склад сільської ради
| ПІБ                            | Основні відомості                                                 | Дата обрання | Дата звільнення |
| ------------------------------ | ----------------------------------------------------------------- | ------------ | --------------- |
| Мокієць Анатолій Трохимович    | Сільський голова, 1952 року народження, освіта, безпартійний      | 26.03.2006   | 31.10.2010      |
| Степюк Валентина Володимирівна | Сільський голова, 1961 року народження, освіта вища, позапартійна | 31.10.2010   |                 |

Примітка: таблиця складена за даними джерела

## Населення
Населення сільської ради згідно з переписом населення 2001 року становить 1,817 осіб, площа — 23.41 км², щілність — 77.6 осіб/км². 
| Населенні пункти  | 2001 рік | 1989 рік |
| ----------------- | -------- | -------- |
| Будятичі          | 636      | 540      |
| Космівка          | 99       | 80       |
| Нова Лішня        | 261      | 160      |
| Осмиловичі        | 397      | 380      |
| Стара Лішня       | 424      | 460      |
| Сукупне населення | 1,817    | 1,620    |